# Dvorište (okręg braniczewski)
Dvorište (cyr. Двориште) – wieś w Serbii, w okręgu braniczewskim, w gminie Golubac. W 2011 roku liczyła 245 mieszkańców.